# Berejanka, Trosteaneț
Berejanka (în ucraineană Бережанка) este un sat în comuna Obodivka din raionul Trosteaneț, regiunea Vinnița, Ucraina.

## Demografie
Componența lingvistică a localității Berejanka
     Ucraineană (98,52%)
     Rusă (1,11%)
Conform recensământului din 2001, majoritatea populației localității Berejanka era vorbitoare de ucraineană (98,52%), existând în minoritate și vorbitori de rusă (1,11%).